# 2015-ös jégkorong-világbajnokság
A 2015-ös jégkorong-világbajnokság a 79. világbajnokság volt, amelyet a Nemzetközi Jégkorongszövetség szervezett. A világbajnokságok végeredményei alapján alakult ki a 2016-os jégkorong-világbajnokság főcsoportjának illetve divízióinak mezőnye.

## Főcsoport
A 2015-ös IIHF jégkorong-világbajnokságot Csehországban rendezték május 1. és május 17. között, két városban.
1–16. helyezettek
| - Kanada – Világbajnok - Oroszország - Egyesült Államok - Csehország - Svédország - Finnország - Fehéroroszország - Svájc | - Szlovákia - Németország - Norvégia - Franciaország - Lettország - Dánia - Ausztria – Kiesett a divízió I A csoportjába - Szlovénia – Kiesett a divízió I A csoportjába |

## Divízió I
A divízió I-es jégkorong-világbajnokság A csoportját Krakkóban, Lengyelországban április 19. és 25. között, a B csoportját Eindhovenben, Hollandiában rendezték április 13. és 19. között. Eredetileg a keletukranai Donyeckben rendezték volna, de a 2014-ben kitört polgárháború miatt elhalasztották az eseményt. 
| 17–22. helyezettek A csoport - Kazahsztán – Feljutott a főcsoportba - Magyarország – Feljutott a főcsoportba - Lengyelország - Japán - Olaszország - Ukrajna – Kiesett a divízió I B csoportjába | 23–28. helyezettek B csoport - Dél-Korea – Feljutott a divízió I A csoportjába - Nagy-Britannia - Litvánia - Horvátország - Észtország - Hollandia – Kiesett a divízió II A csoportjába |

## Divízió II
A divízió II-es világbajnokság A csoportját Reykjavíkban, Izlandon, a B csoportját Fokvárosban, a Dél-afrikai Köztársaságban rendezték április 13. és 19. között.
| 29–34. helyezettek A csoport - Románia – Feljutott a divízió I B csoportjába - Belgium - Szerbia - Spanyolország - Izland - Ausztrália – Kiesett a divízió II B csoportjába | 35–40. helyezettek B csoport - Kína – Feljutott a divízió II A csoportjába - Új-Zéland - Mexikó - Bulgária - Izrael - Dél-afrikai Köztársaság – Kiesett a divízió III-ba |

## Divízió III
A divízió III-as jégkorong-világbajnokságot İzmirben, Törökországban rendezték április 3. és 12. között.
41–46. helyezettek
- Észak-Korea – Feljutott a divízió II B csoportjába
- Törökország
- Luxemburg
- Hongkong
- Grúzia
- Egyesült Arab Emírségek
- Bosznia-Hercegovina